# Ganodes townesi
Ganodes townesi (лат.) — вид наездников-ихневомнид рода Ganodes из подсемейства Poemeniinae (Ichneumonidae). Неотропика: Аргентина. Назван в честь американского энтомолога Henry K. Townes (1913–1990), крупного специалиста по наездникам-ихневомнидам и основателя American Entomological Institute.

## Описание
Наездники-ихневмониды средних размеров (1 см). От близких видов отличается следующими признаками: лицо белое с узким продольным чёрным пятном; боковые края тергитов II—IV белые; спекулюм с мелкой пунктировкой, боковая часть проподеума равномерно и мелко пунктирована; задние тазики чёрные; задние бёдра без продольных чёрных полос. Коготки передних и средних лапок самки с мелкими зубцами. Имеют стройное удлиненное тело с длинным яйцекладом. Биология неизвестна.